# Platygaster stefaniellae
Platygaster stefaniellae är en stekelart som beskrevs av Peter Neerup Buhl 2000. Platygaster stefaniellae ingår i släktet Platygaster och familjen gallmyggesteklar. Inga underarter finns listade i Catalogue of Life.